# Николо-Александровский сельсовет (Амурская область)
Нико́ло-Алекса́ндровский сельсове́т — сельское поселение в Октябрьском районе Амурской области.
Административный центр — село Николо-Александровка.

## История
17 марта 2005 года в соответствии с Законом Амурской области № 457-ОЗ муниципальное образование наделено статусом сельского поселения.

## Население
| 2002 | 2010 | 2011 | 2012 | 2013 | 2014 | 2015 |
| ---- | ---- | ---- | ---- | ---- | ---- | ---- |
| 875  | ↘710 | ↘706 | ↘689 | ↘683 | ↘666 | ↗670 |
| 2016 | 2017 | 2018 | 2021 |      |      |      |
| ↘659 | ↘646 | ↘638 | ↗756 |      |      |      |

## Состав сельского поселения
| № | Населённый пункт     | Тип населённого пункта       | Население |
| - | -------------------- | ---------------------------- | --------- |
| 1 | Николо-Александровка | село, административный центр | ↘503      |
| 2 | Покровка             | село                         | →135      |